# Съюз на българските писатели
Съюзът на българските писатели (СБП) е творческо сдружение, създадено на 8 септември 1913 г. с пръв председател Иван Андрейчин. През 1919 г. Иван Вазов приема предложението на ръководството да стане почетен председател.
В различните години СБП издава десетки литературни периодични издания, сред които, сп. „Пламък“, сп. „Септември“, в. „Литературен фронт“, в. „Български писател“, в. „Словото днес“, сп. „Съвременник“, сп. „Славейче“, сп. „Факел“, сп. „Картинна галерия“, два бюлетина на СБП и др. Издателството на Съюза „Български писател“, като едно от най-големите издателства в България, и днес дава възможност да се издава и преиздава литературната класика и да се утвърждават нови имена в литературата.

## Председатели
- Иван Андрейчин
- Кирил Христов (1914)
- Божан Ангелов (1915 – 1919)
- Елин Пелин (1920 – 1921)
- Михаил Арнаудов (1922 – 1927)
- Тодор Влайков (1928 – 1930)
- Михаил Арнаудов (1931 – 1934)
- Никола Атанасов (1935 – 1936)
- Екатерина Каравелова (1935 – 1937)
- Добри Немиров (1937 – 1940)
- Елин Пелин (1940 – 1941)
- Стилиян Чилингиров (1941 – 1944)
- Трифон Кунев (1944 – 1945)
- Константин Константинов (1945 – 1946)
- Людмил Стоянов (1946 – 1949)
- Христо Радевски (1949 – 1958)
- Георги Караславов (1958 – 1962)
- Камен Калчев (1962 – 1964)
- Димитър Димов (1964 – 1966)
- Георги Джагаров (1966 – 1972)
- Пантелей Зарев (1972 – 1979)
- Любомир Левчев (1979 – 1988)
- Павел Матев (1989 – 1990)
- Кольо Георгиев (1990 – 1993)
- Николай Хайтов (1993 – 1999)
- Никола Радев (1999 – 2003)
- Николай Петев (2003 – 2013)
- Боян Ангелов (2014 – )